# Ондар, Товарищтай Чадамбаевич
Товарищтай Чадамбаевич Ондар (1948—1999) — тувинский скульптор. Считается[кем?] первым профессиональным скульптором Тувы.
Окончил Алма-Атинское художественное училище (1974) и факультет скульптуры Московского государственного художественного института имени Сурикова (1980).
Начинал в 1970-х гг. как резчик по камню. В 1980-90-е гг. работал в Туве как скульптор-монументалист, автор ряда памятников в Кызыле.
Заслуженный художник России.